# Salcombe
Salcombe è un paese di 1 893 abitanti della contea del Devon, in Inghilterra.